# Славгородська селищна рада
Сла́вгородська се́лищна ра́да — адміністративно-територіальна одиниця та орган місцевого самоврядування в Синельниківському районі Дніпропетровської області. Адміністративний центр — селище міського типу Славгород.

## Загальні відомості
- Населення ради: 3 761 особа (станом на 2001 рік)

## Населені пункти
Селищній раді підпорядковані населені пункти:
- смт Славгород
- с. Бегма
- с. Новоолександрівське
- с. Новоолександропіль
- с. Першозванівка
- с. Польове
- с. Тургенєвка

## Склад ради
Рада складається з 20 депутатів та голови.
- Голова ради: Сороковський Василь Станіславович

### Керівний склад попередніх скликань
| Прізвище, ім'я, по батькові       | Основні відомості                                                        | Дата обрання | Дата звільнення |
| --------------------------------- | ------------------------------------------------------------------------ | ------------ | --------------- |
| Заводян Микола Вікторович         | Селищний голова, 1962 року народження, член Партії регіонів              | 26.03.2006   | 09.04.2009      |
| Сороковський Василь Станіславович | Селищний голова, 1965 року народження, освіта вища, член Партії регіонів | 31.10.2010   |                 |

Примітка: таблиця складена за даними сайту Верховної Ради України

### Депутати
За результатами місцевих виборів 2010 року депутатами ради стали:

#### За суб'єктами висування
| Суб'єкт висування | Кількість обраних депутатів | %  |
| ----------------- | --------------------------- | -- |
| Партія регіонів   | 11                          | 55 |
| Самовисування     | 9                           | 45 |

#### За округами
| № округу        | Прізвище, ім'я, по батькові      | Дата визнання обраним | Освіта  | Партійна приналежність | Відомості про обраного депутата                              |
| --------------- | -------------------------------- | --------------------- | ------- | ---------------------- | ------------------------------------------------------------ |
| Партія регіонів |                                  |                       |         |                        |                                                              |
| 2               | Суліма Інна Василівна            | 02.11.2010            | середня | член Партії регіонів   | дошкільний навчальний заклад № 2, вихователь                 |
| 3               | Пісоцька Тетяна Володимирівна    | 02.11.2010            | середня | член Партії регіонів   | Славгородська селищна рада, секретар                         |
| 5               | Завгородній Юрій Юрійович        | 09.09.2012            | вища    | член Партії регіонів   | Дніпропетровська єпархія, настоятель храму                   |
| 6               | Сьоміна Надія Михайлівна         | 02.11.2010            | середня | член Партії регіонів   | Славгородська середня загальноосвітня школа, вчитель         |
| 7               | Іванова Тетяна Анатоліївна       | 02.11.2010            | вища    | член Партії регіонів   | Славгородський арматурний завод, бухгалтер                   |
| 8               | Вініченко Тетяна Юріївна         | 02.11.2010            | вища    | член Партії регіонів   | приватний підприємець                                        |
| 10              | Кравченко Сергій Володимирович   | 02.11.2010            | вища    | член Партії регіонів   | Славгородський арматурний завод, головний технолог           |
| 15              | Гриб Наталія Андріївна           | 02.11.2010            | середня | член Партії регіонів   | дошкільний навчальний заклад № 3, завідувачка                |
| 17              | Зузик Світлана Вадимівна         | 02.11.2010            | середня | член Партії регіонів   | Тургенєвська амбулаторія, медична сестра                     |
| 18              | Пікалова Віра Луківна            | 02.11.2010            | середня | член Партії регіонів   | фермерське господарство «ЗА МИР», обліковець                 |
| 19              | Сирота Віталій Вікторович        | 02.11.2010            | середня | член Партії регіонів   | фермерське господарство «БАЯР», голова                       |
| Самовисування   |                                  |                       |         |                        |                                                              |
| 1               | Вініченко Михайло Юрійович       | 02.11.2010            | вища    | позапартійний          | приватний підприємець                                        |
| 4               | Лашко Ольга Іванівна             | 02.11.2010            | середня | позапартійна           | ТОВ «НИВА», заступник гол. бухгалтера                        |
| 9               | Агреніна Ксенія Миколаївна       | 02.11.2010            | середня | позапартійна           | дошкільний навчальний заклад № 1, завідувачка                |
| 11              | Доля Лідія Олексіївна            | 02.11.2010            | середня | позапартійна           | пенсіонер                                                    |
| 12              | Клепач Ірина Анатоліївна         | 02.11.2010            | вища    | позапартійна           | ЗАТ"Славгород-Агро", бухгалтер                               |
| 13              | Деридович Вячеслав Володимирович | 02.11.2010            | середня | позапартійний          | Запорізька дистанція сигналізації та зв'язку, електромеханік |
| 14              | Божок Ірина Миколаївна           | 02.11.2010            | середня | позапартійна           | Славгородська середня загальноосвітня школа, лаборант        |
| 16              | Коваленко Людмила Леонідівна     | 02.11.2010            | середня | позапартійна           | приватний підприємець                                        |
| 20              | Білоус Оксана Миколаївна         | 02.11.2010            | середня | позапартійна           | приватний підприємець                                        |